# Річковий канонерський човен

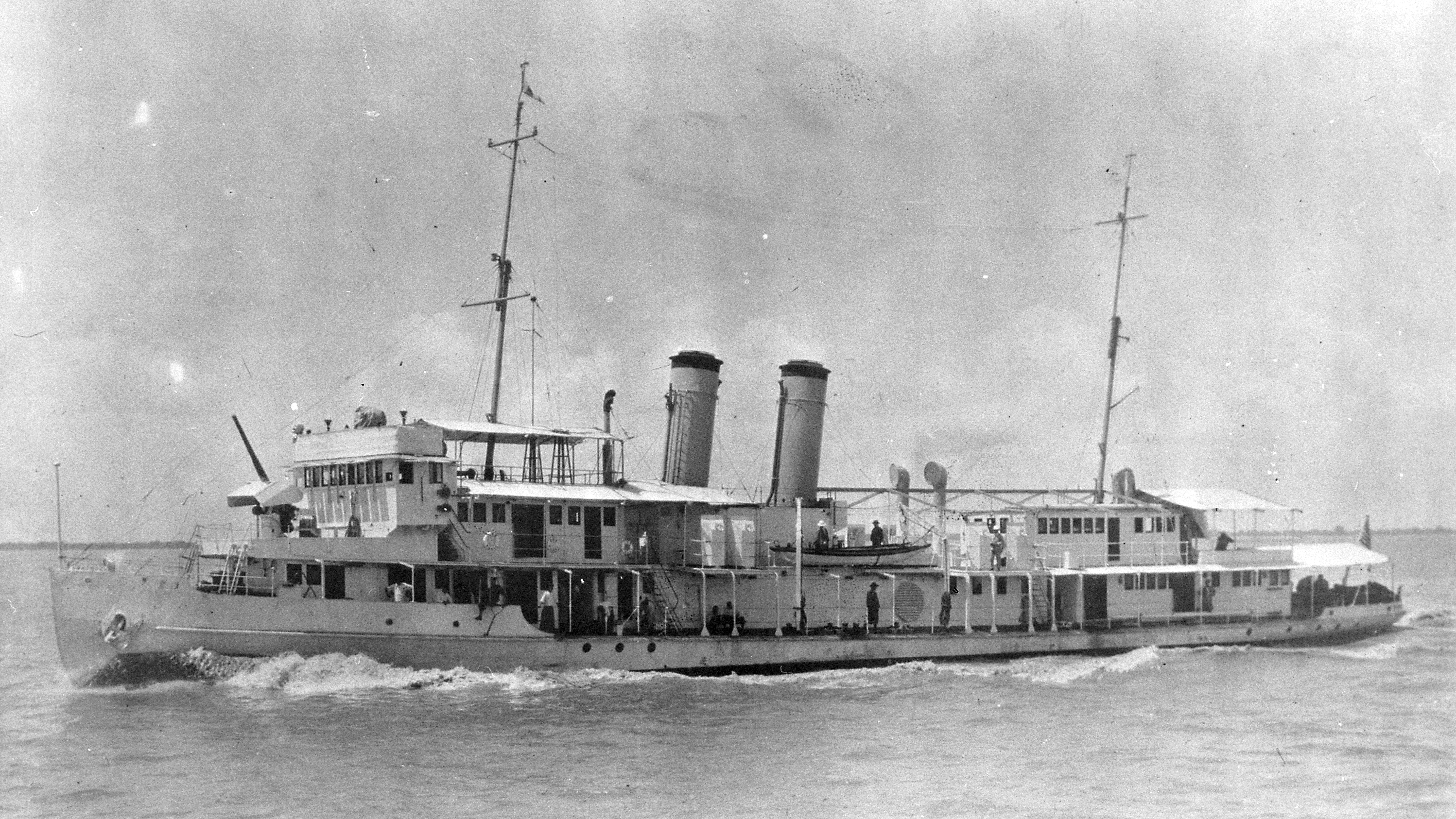
USS Panay, річковий канонерський човен ВМС США, який служив у складі Патруля Янцзи.

Річковий канонерський човен (скорочено — річкова канонерка) — це тип канонерського човна, пристосованого для річкових операцій. Для плавання річками потрібні були кораблі з невеликою осадкою. Вони були  озброєні гарматами середнього калібру, або гарматами і кулеметами. Часто на річкових канонерках встановлювали гаубиці, які були ефективніші за морські гармати при обстрілі берегових цілей. У багатьох випадках річкові канонерки не були броньовані.  Часто, зокрема під час Громадянської війни у США та Громадянської війни в Росії, для використання як канонерки озброювались цивільні річкові судна. Більш потужними кораблями річкових флотилій були річкові монітори.
У англомовній літературі до річкових канонерських човнів зараховують і катери з артилерійським озброєнням, у той час як у російській та українській літературі як канонерські човни розглядаються відносно великі судна, а менші бойові одиниці класифікуються як артилерійські катери та бронекатери.

## Річкові канонерські човни на ріках Азії
Для захисту власних інтересів у Китаї, Велика Британія, США та Франція, а пізніше Німеччина та Японія, утримувала на його великих ріках, насамперед Янцзи, військові флотилії зі спеціально побудованих для дій на річках канонерських човнів. Прикладом спеціально побудованих з цією метою канонерок є британська HMS Locust, німецька SMS Otter, французькі канонерські човни типу «Вігілант» та японські типу «Сета».
Річкові канонерські човни входили до складу Тонкінської флотилії Франції, яка брала участь у бойових діях на Хонгха та її притоках напередодні Франко-китайської війни.

## Річкові канонерські човни на Дніпрі

Кормова та зенітна гармати радянського річкового канонерського човна «Вірний», на задньому плані річковий канонерський човен «Передовий», 1935 рік

У складі Дніпровської військової флотилії перед Другою світовою війною перебували річкові канонерські човни «Вірний» та «Передовий», перероблені у часи Визвольних змагань з цивільних річкових суден, а пізніше модернізовані. У бойових діях на Дніпрі та його притоках 1941 року взяли також участь трофейні польські річкові канонерські човни спеціальної побудови «Білорус» та «Трудовий» (колишні «Zaradna» та «Zawzięta»), а також переобладнаний з колісного буксира «Кремль».

## У літературі та кінематографі
Вигаданий річковий канонерський човен USS San Pablo, який служить на ріці Янцзи у Китаї, описаний у романі Річарда Маккени «Піщана галька» (The Sand Pebbles). У 1966 році твір було екранізовано, головну роль у фільмі зіграв Стів Макквін.